# Škorpijon (metalec kopja)
Škorpijon (latinsko: scorpio ali scorpion), rimsko artilerijsko orožje, ki ga je prvi opisal rimski pisec Vitruvij v 1. stoletju pr. n. št.. Orožje je bilo svojevrsten miniaturen katapult za izstreljevanje kopij. Poseben mehanizem je dal izstrelku veliko hitrost in natančnost. Orožje je lahko posluževal en sam vojak.
Škorpijon je bil v bistvu velik in močan samostrel, ki se je zaradi velike natančnosti bolj kot artilerijsko orožje uporabljal kot ostrostrelsko orožje, ker je lahko nasprotnikovega vojaka  zadel z razdalje do sto metrov. Pred njim niso bili učinkoviti niti najboljši ščiti.
V Cezarjevem obdobju je vsaka legija imela 60 škorpijonov, po dva v vsaki centuriji. Orožje se je običajno postavilo na kakšno višje mesto, s katerega je bil dober pregled nad bojiščem, strelca pa so ščitili pešaki.
Uporabnost škorpijona je bila omejena zaradi zapletenega mehanizma, ki je bil občutljiv na slabe vremenske razmere. Orožje je do srednjega veka v Evropi popolnoma izginilo iz oborožitve, razen v Bizantinskem cesarstvu, potem pa se je ponovno pojavilo v prvi križarski vojni.

## Galerija
- Sodobna rekonstrukcija orožja
- Škorpijon na utrjenem položaju
- Škorpijon na obzidju
- Dačanski škorpijon